# Podróż apostolska Franciszka do Polski

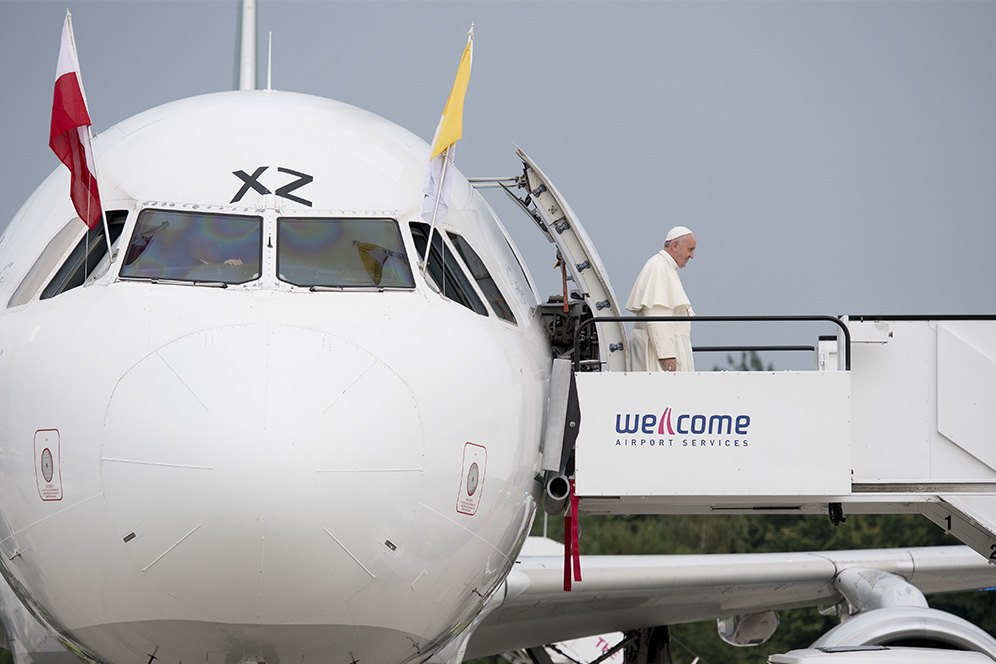
Papież Franciszek wysiadający z samolotu na lotnisku Kraków-Balice

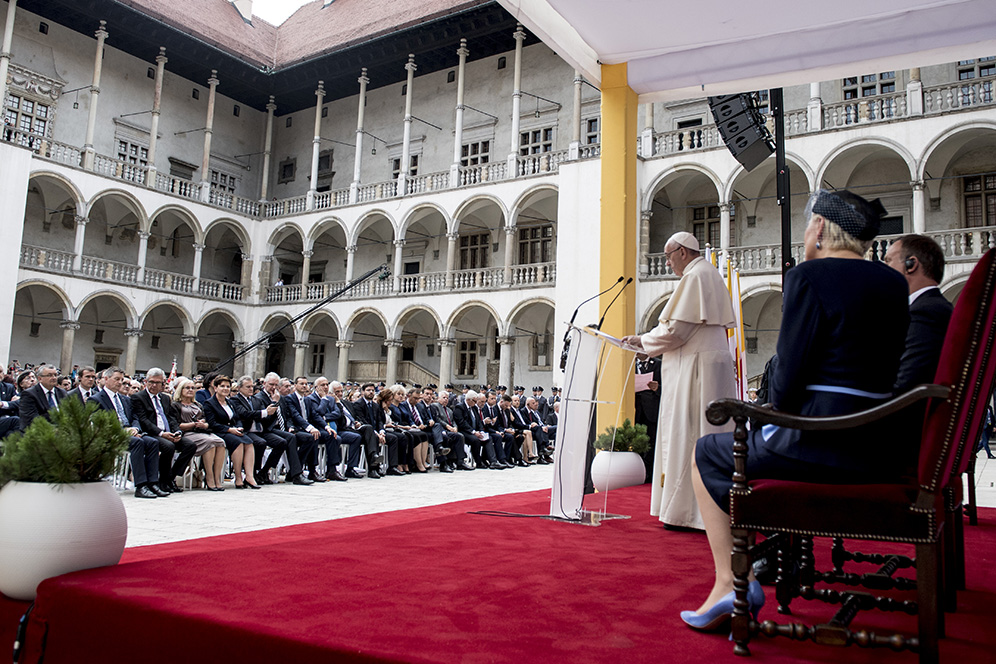
Papież Franciszek podczas przemawiania na Wawelu

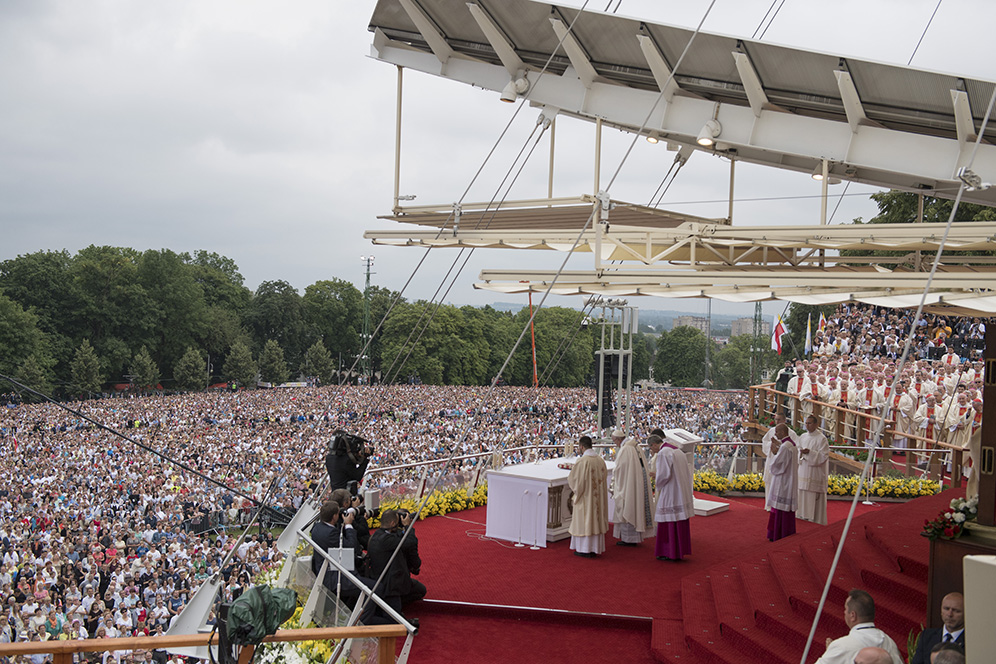
Papież Franciszek podczas uroczystej Mszy Świętej na Jasnej Górze z okazji 1050-lecia chrztu Polski

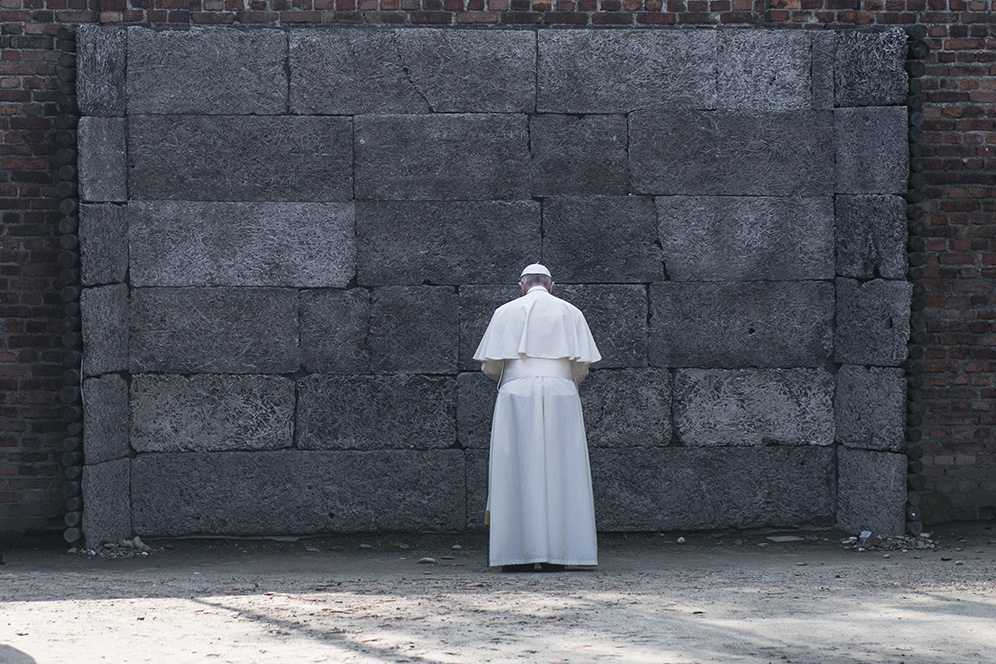
Papież Franciszek przy ścianie straceń w byłym obozie Auschwitz-Birkenau

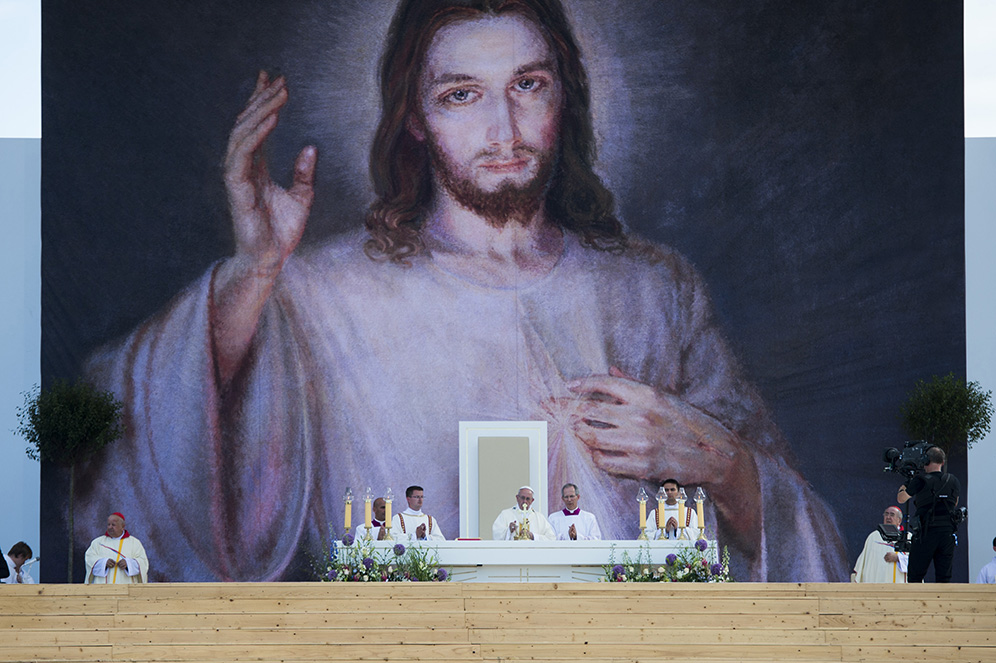
Papież Franciszek podczas Mszy Świętej na Campus Misericordiae
w Brzegach

Podróż apostolska papieża Franciszka do Polski odbyła się w dniach 27–31 lipca 2016. Podróż Franciszka do Polski obejmowała trzy miasta: Kraków, Częstochowę i Oświęcim. Celem podróży było w szczególności spotkanie z młodzieżą katolicką z całego świata podczas 31. Światowych Dni Młodzieży w Krakowie.
Franciszek był trzecim papieżem odwiedzającym Polskę; wcześniej dziewięć razy swoją ojczyznę odwiedził Jan Paweł II (1979, 1983, 1987, dwa razy w 1991, 1995, 1997, 1999 i 2002) i jeden raz Benedykt XVI (2006).
Była to jedenasta wizyta urzędującej głowy Kościoła rzymskokatolickiego w Polsce i jedyna Franciszka.

## Przebieg podróży
- 27 lipca 2016 (środa)

Ok. 14:00 papież wyleciał samolotem z Rzymu do Krakowa; na lotnisko Kraków-Balice przyleciał ok. godz. 15:50 czasu lokalnego. Na płycie lotniska papież został powitany przez prezydenta Andrzeja Dudę oraz przedstawicieli polskiego parlamentu i rządu. Później papież udał się na Wawel, gdzie odbyła się oficjalna ceremonia powitania z udziałem prezydenta RP. Po ceremonii papież wygłosił przemówienie, w którym m.in. wyraził swoją radość, że może przybyć do kraju św. Jana Pawła II. Następnie papież udał się na spotkanie z Polakami i korpusem dyplomatycznym Polski oraz z prezydentem Andrzejem Dudą. O 18:30 spotkał się za zamkniętymi drzwiami z biskupami polskimi w katedrze krakowskiej. Po spotkaniu z biskupami Franciszek udał się do pałacu arcybiskupów na Franciszkańską 3 i po raz pierwszy spotkał się z młodzieżą w "oknie papieskim". W swoim przemówieniu do młodzieży mówił o zmarłym polskim wolontariuszu ŚDM, prosząc o modlitwę za niego.
- 28 lipca 2016 (czwartek)

Drugiego dnia swojej wizyty w Polsce papież nawiedził rano Klasztor Sióstr Ofiarowania. Następnie, poza programem wizyty, udał się do Szpitala Uniwersyteckiego, by odwiedzić chorego kard. Franciszka Macharskiego. Ok. 7:55 papież Franciszek wyruszył samochodem na Jasną Górę (wg wcześniejszych planów miał polecieć śmigłowcem). Ok. 9:45 papież przybył na Jasną Górę i udał się do kaplicy, by pomodlić się przed obrazem Matki Boskiej Częstochowskiej. Franciszek podarował paulinom "różę papieską", sam zaś otrzymał kopię obrazu jasnogórskiego. O 10:30 na błoniach jasnogórskich odprawił mszę z okazji 1050-lecia chrztu Polski. W swojej homilii Franciszek powiedział, że Niech Matka zaszczepi pragnienie wyjścia ponad krzywdy i rany przeszłości i stworzenia komunii ze wszystkimi oraz, że Bóg, który zbawia człowieka jest "mały, bliski i konkretny. Po mszy papież wrócił do Krakowa, gdzie otrzymał klucze od władz miasta, a następnie udał się razem z niepełnosprawnymi tramwajem na krakowskie Błonia, by spotkać się z młodzieżą. Podczas spotkania papież mówił m.in., że w tych dniach Polska przybiera się świątecznie; w tych dniach Polska chce być wiecznie młodym obliczem Miłosierdzia. Na tej ziemi, wraz z wami, a także łącząc się z wieloma młodymi, którzy nie mogą być dziś tutaj, ale towarzyszą nam za pośrednictwem różnych środków przekazu, wszyscy razem uczynimy z tego dnia prawdziwe święto jubileuszowe. Po spotkaniu z młodzieżą papież Franciszek po raz drugi ukazał się w "oknie papieskim" przy Franciszkańskiej 3, by ponownie spotkać się z młodzieżą. W swoim drugim przemówieniu papież mówił o małżeństwie i rodzinie, po czym przed błogosławieństwem odmówił z wiernymi Pozdrowienie Anielskie.
- 29 lipca 2016 (piątek)

Trzeciego dnia swojej wizyty w Polsce papież, w obecności kard. Stanisława Dziwisza i nuncjusza apostolskiego w Polsce, odprawił rano prywatną mszę w kaplicy Pałacu Arcybiskupów Krakowskich. O 8:45 papież wyruszył samochodem (wg planu miał wylecieć helikopterem, ale było to niemożliwe z powodu pogody) do Oświęcimia, gdzie złożył wizytę w obozie koncentracyjnym Auschwitz-Birkenau. O 9:15 przekroczył bramę Arbeit macht frei, wszedł na dziedziniec "Bloku 11", zapalił lampę przed ścianą straceń oraz pomodlił się w celi, w której zginął śmiercią męczeńską św. Maksymilian Maria Kolbe; o 10:30 papież udał się do II części Auschwitz-do Birkenau, gdzie spotkał się ze Sprawiedliwymi wśród Narodów Świata. O 11:30 powrócił samochodem do Krakowa. O 16:30 papież Franciszek odwiedził Uniwersytecki Szpital dla dzieci w Prokocimiu, a następnie udał się samochodem na krakowskie Błonia, by razem z młodzieżą wziąć udział w Drodze Krzyżowej. W przemówieniu papież powiedział, że Jesteśmy powołani, by służyć Jezusowi w każdym prześladowanym człowieku. Po tym punkcie wizyty papież po raz trzeci spotkał się z wiernymi w "oknie papieskim" przy Franciszkańskiej 3. W swoim przemówieniu powiedział, że Jezus cierpiał nie tylko dwa tysiące lat temu, cierpi również dziś razem z tysiącami chorych, głodnych, bezdomnych. Omawiając swoje wizyty w mijającym dniu powiedział, że okrucieństwo nie skończyło się w Auschwitz-Birkenau – także dziś torturuje się ludzi. Wspomniał też o swojej wizycie w szpitalu: również i tam cierpi Chrystus, a cierpienie dzieci jest tajemnicą i pytaniem bez odpowiedzi.
- 30 lipca 2016 (sobota)

W przedostatni dzień swojej wizyty w Polsce papież rozpoczął od nawiedzenia kaplicy św. Siostry Faustyny, gdzie oddał hołd relikwiom "sekretarki Bożego Miłosierdzia". Później wyruszył papamobile do Sanktuarium Bożego Miłosierdzia w Krakowie, gdzie przemówił do zebranych pielgrzymów; następnie przekroczył "Drzwi Bożego Miłosierdzia" i uczestniczył w obrzędzie pojednania młodych ludzi w tym Sanktuarium (wyspowiadał pięcioro młodych ludzi z różnych kontynentów). Z Sanktuarium Bożego Miłosierdzia w Łagiewnikach papież udał się do Sanktuarium św Jana Pawła II, gdzie odprawił mszę z kapłanami, zakonnikami, seminarzystami i osobami konsekrowanymi; w homilii skierowanej do duchownych przypomniał, że kapłani i osoby konsekrowane są powołani do konkretnej miłości, czyli służby i dyspozycyjności i przestrzegł przed pokusą strachu lub wygody, zamknięciem w sobie samych i swoich środowiskach. Z Sanktuarium św Jana Pawła II papież udał się w drogę powrotną na Franciszkańską, gdzie w arcybiskupstwie krakowskim spożył obiad z młodzieżą z różnych kontynentów. Po tym punkcie pielgrzymki, kilka godzin później, papież w niezaplanowanym punkcie wizyty spotkał się w pałacu z jezuitami; kilka godzin później udał się pieszo z pałacu arcybiskupów do kościoła św. Franciszka z Asyżu; tam modlił się przy relikwiach dwóch polskich męczenników z Peru: Michała Tomaszka i Zbigniewa Strzałkowskiego. Po tym niezaplanowanym punkcie wizyty udał się samochodem do Kampusu Miłosierdzia, gdzie z udziałem 1,5 mln wiernych uczestniczył w czuwaniu modlitewnym z młodzieżą przed mszą kończącą Światowe Dni Młodzieży. W swoim przemówieniu do licznych wiernych powiedział m.in., że cierpienie i wojna nie są już czymś anonimowym, mają imię i konkretne oblicze.
- 31 lipca 2016 (niedziela)

W ostatnim dniu swojej wizyty papież Franciszek udał się na Campus Misericordiae, gdzie poświęcił budynki Caritas - Dom Miłosierdzia dla potrzebujących oraz Dom Chleba, stanowiący magazyn żywności Caritas; pobłogosławił również kopię figury Matki Bożej z Loreto. Kilka godzin później w tym samym miejscu papież odprawił mszę kończącą Światowe Dni Młodzieży. W homilii kończącej ŚDM w Krakowie powiedział: Moglibyśmy powiedzieć, że Światowy Dzień Młodzieży, rozpoczyna się dziś i trwać będzie jutro, w domu, bo od teraz to tam Jezus chce ciebie spotykać. Pan nie chce zostać tylko w tym pięknym mieście albo w miłych wspomnieniach, ale chce przyjść do twego domu, być obecnym w twoim codziennym życiu: w nauce, studiach i pierwszych latach pracy, przyjaźniach i uczuciach, planach i marzeniach. Jakże się to Jemu podoba, aby to wszystko było Mu zaniesione w modlitwie!. Po zakończeniu mszy świętej odmówił z wiernymi modlitwę Anioł Pański i ogłosił, że następne Światowe Dni Młodzieży odbędą się w 2019 w Panamie. Kilka godzin później, w kolejnym niezaplanowanym punkcie wizyty, po raz ostatni ukazał się w "oknie papieskim" i podziękował za gorące przyjęcie podczas swojego pobytu w Polsce. W ostatnim punkcie swojej wizyty w Polsce udał się do Tauron Areny Kraków, aby spotkać się z wolontariuszami Światowych Dni Młodzieży oraz Komitetem Organizacyjnym Dobroczyńców. Na spotkanie przywieziono też oryginalny obraz Matki Bożej Kalwaryjskiej. Z Tauron Areny Kraków papież udał się na lotnisko Kraków-Balice i tam - z opóźnieniem - odleciał do Rzymu. Ok. 21:30 samolot z papieżem wylądował na lotnisku w Rzymie.